# Murilo Benício
Murilo Benício Ribeiro (ur. 13 lipca 1971 roku w Niterói, w stanie Rio de Janeiro) – brazylijski aktor, reżyser i scenarzysta. Ma na swoim koncie udział w ponad dziesięciu telenowelach i kilku filmach.
Był żonaty z Alessandrą Negrini (1996–98), z którą ma syna Antonia (ur. 12 grudnia 1996). Ze związku z aktorką Giovanną Antonelli ma syna Pietra (ur. 24 maja 2005).

## Filmografia

### reżyseria
- 2003 – Beijo no Asfalto, O

### obsada aktorska
- 1993 – Fera Ferida jako Fabrício
- 1995 – Irmãos Coragem jako Juca Cipó
- 1995 – O Monge e a Filha do Carrasco jako Ambrosius
- 1996 – Vira Lata jako Bráulio Vianna/Dráuzio
- 1997 – Decisão jako Roberto
- 1997 – Po prostu miłość (Por amor) jako Leonardo Barros Mota
- 1997 – Matadores, Os jako Toninho
- 1998 – Meu Bem Quererjako Antônio Mourão
- 1999 – Até que a Vida nos Separe jako Tônio
- 1999 – Orfeu jako Lucinho
- 2000 – Esplendor jako Cristóvão Rocha
- 2000 – Woman on top (Kobieta na tropie)
- 2001 – Amores Possíveis jako Carlos
- 2001 – Os Normais jako Todos São Normais
- 2001–2002 – Klon (O Clone) jako Diogo Ferraz/Lucas Ferraz/Edvaldo Leandro da Silva Ferraz
- 2003 – Homem do Ano, O (Człowiek roku) jako Maiquel
- 2003–2004 – Chocolate com Pimenta jako Danilo Rodrigues Albuquerque
- 2004 – Sexo, Amor e Traição jako Carlos
- 2005 – Paid jako Michael Ângelo
- 2005 – América jako Sebastião da Silva Higino
- 2006 - Pé na Jaca jako Arthur Fortuna
- 2008 - A Favorita jako Eduardo "Dodi" Gentil
- 2009 - Força-Tarefa jako Tenente Wilson
- 2010 - Ti Ti Ti jako Ariclenes Martins/Victor Valentim
- 2012 - Avenida Brasil jako Tufão